# Richard Hutten
Richard G.J. Hutten (Zwollerkerspel, 30 maart 1967) is een Nederlands ontwerper, bekend van zijn 'No Sign of Design'; meubilair, functionele meubelen in een conceptuele en humoristische stijl.

## Levensloop
Hutten is geboren op 30 maart 1967 te Zwollerkerspel. Op zeventienjarige leeftijd schreef hij zich in op de Design Academy Eindhoven, destijds "Akademie Industriële Vormgeving Eindhoven" geheten. Hij studeerde hier af in 1991 in hetzelfde jaar als Piet Hein Eek. Zijn afstudeerproject was een tafelconcept, een object dat bestaat uit verscheidene tafels, die door hun ontwerp geschikt zijn voor verschillende functies, zoals de barkruk die bestaat uit twee op elkaar geplaatste tafels.

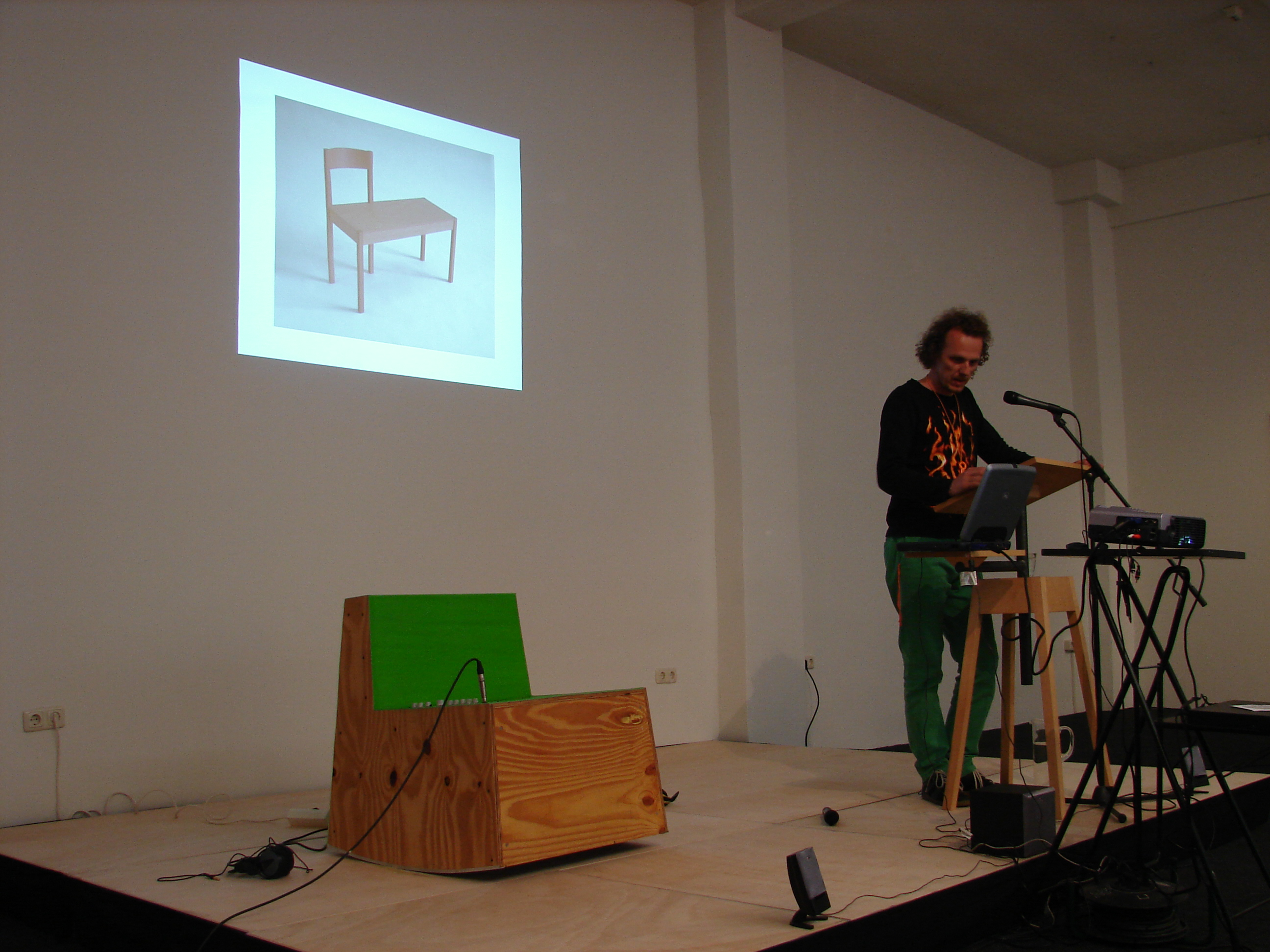
Richard Hutten @ KCO, Zwolle. 2008

Hutten begon zijn eigen ontwerpstudio in Rotterdam in 1991. Vanaf de oprichting in 1993 is hij betrokken bij ontwerpbureau Droog Design, en geworden tot een van de vooraanstaande exponenten van "Dutch Design": Nederlands ontwerp, dat in het buitenland bekendstaat om zijn eigenwijsheid en kritische houding tegenover status.
Hutten heeft opdrachtgevers in zeker 12 landen verdeeld over drie continenten.

## Werk

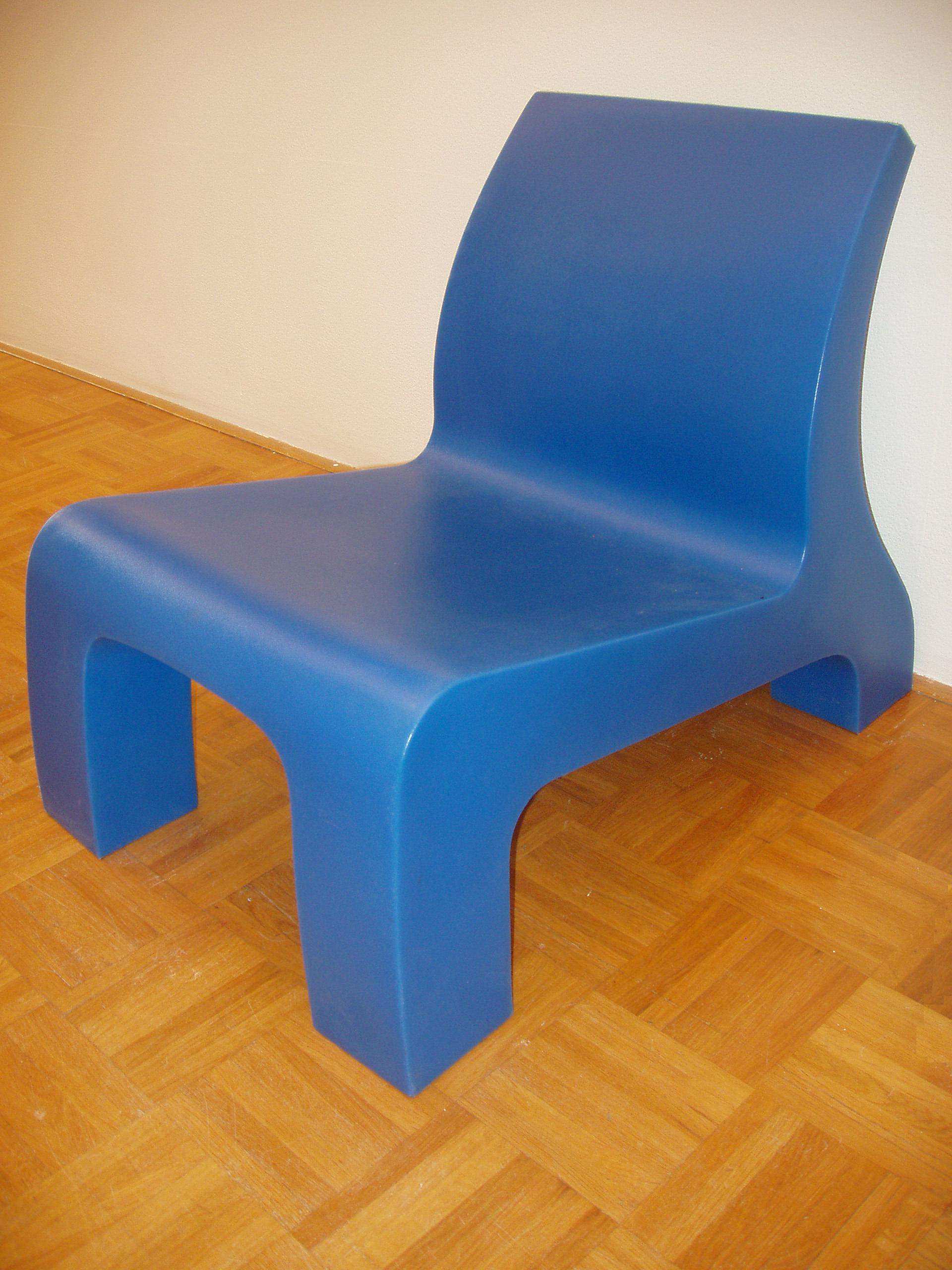
Richard Hutten, stoel 'Rhino'

Hutten is bekend om wat hij noemt 'No Sign of Design' meubilair, functionele meubelen in een conceptuele en humoristische stijl. Huttens 'tafel op tafel-concept' is een duidelijk voorbeeld van deze stijl.
Huttens populairste ontwerp is de 'domoor'ontworpen in 2002 en geproduceerd door Gispen; een eigenwijze mok met twee reuzegrote oren. Behalve visueel aantrekkelijk bleek de drinkbeker in het gebruik ook goed hanteerbaar voor jonge kinderen en mensen met een handicap. Van het ontwerp zijn in totaal meer dan 1.000.000 exemplaren verkocht.
Philippe Starck gebruikte een aantal van Huttens ontwerpen voor het interieur van de Delano Hotel in Miami en het Mondrian Hotel in Los Angeles. Zelf verzorgde Hutten het interieur van kamer 307 van het pop-up Llove Hotel in Tokio. Ook ontwierp hij het interieur van het restaurant in het Utrechtse Centraal Museum.
Hutten is sinds 2008 creatief directeur van het meer dan 100 jaar oude meubelmerk Gispen.
Verder behoren tot zijn opdrachtgevers onder andere de firma's Moooi, Moroso, Offecct en Skultuna. 
Eind 2008 vroeg TNT Post aan Hutten om een postzegel te ontwerpen ter gelegenheid van de 75e boekenweek. Zijn ontwerp verscheen een half jaar later. Hutten bedacht een postzegel in de vorm van een klein boekje (drie bij vier centimeter) met acht bladzijden. Op de omslag van het boekje staat schrijver Joost Zwagerman met het boekenweekgeschenk afgebeeld.

## Exposities
Zijn werk is tentoongesteld in Milaan, Keulen, Parijs, Londen, Berlijn, Weimar, Toronto, Gent, Verona (Abitare il Tempo), Amsterdam (Stedelijk Museum), Rotterdam (Kunsthal en het Museum Boijmans van Beuningen), Utrecht (Centraal Museum), 's-Hertogenbosch (Museum het Kruithuis), Breda (Museum of the Image), New York (Museum of Modern Art), Kopenhagen (Louisiana Museum), Helsinki (Industrie Museum & Alvar Aalto Museum), Bremen (Ubersee Museum), Montreal,  Stuttgart (Design Centre) en San Francisco (Museum of Modern Art).
Huttens werk maakt deel uit van de vaste collecties van bijna 50 musea waaronder het Centraal Museum in Utrecht, het Stedelijk Museum in Amsterdam, het Vitra Design Museum in Weil am Rhein, MOTI in Breda en het San Francisco Museum of Modern Art.

## Publicaties
- Richard Hutten, Ed van Hinte, John Kirkpatrick (2002) Richard Hutten - Taking Form, Making Form. Met fotografie van Maurice Boyer.